# Shadows (Álbum de Lenka)
Shadows (en español: Sombras) es el tercer álbum de estudio de la cantante australiana Lenka, publicado el 2 de junio de 2013, luego de haber estado embarazada de su primer hijo.
Shadows cuenta con 11 canciones en su versión internacional y con 12 en su versión exclusiva del tour asiático.
Heart to the Party, Nothing Here but Love y After the Winter son los tres sencillos que salen de este álbum.

## Lista de canciones
Edición internacional

| N.º | Título                   | Escritor(es)                        | Duración |  |
| 1.  | «Nothing Here but Love»  | Lenka Kripac, Thomas "Tawgs" Salter | 3:30     |  |
| 2.  | «Faster with You»        | Lenka, Zac Rae                      | 3:42     |  |
| 3.  | «Heart to the Party»     | Lenka, Tom Schutzinger              | 3:05     |  |
| 4.  | «After the Winter»       | Lenka, Paul Herman                  | 3:32     |  |
| 5.  | «Find a Way to You»      | Lenka                               | 3:46     |  |
| 6.  | «Honeybee»               | Lenka, Jason Reeves                 | 4:19     |  |
| 7.  | «No Harm Tonight»        | Lenka                               | 4:12     |  |
| 8.  | «Two Heartbeats»         | Lenka                               | 4:05     |  |
| 9.  | «Monsters»               | Lenka                               | 2:28     |  |
| 10. | «Nothing»                | Lenka, Kevin Salem                  | 4:23     |  |
| 11. | «The Top of Memory Lane» | Lenka                               | 4:12     |  |

Edición del tour asiático

| N.º | Título               | Escritor(es) | Duración |  |
| 12. | «Dreamer's Serenade» | Lenka        | 2:10     |  |

- Datos: Q14325105